# Ophiomyia stricklandi
Ophiomyia stricklandi är en tvåvingeart som beskrevs av Sehgal 1971. Ophiomyia stricklandi ingår i släktet Ophiomyia och familjen minerarflugor.
Artens utbredningsområde är Alberta. Inga underarter finns listade i Catalogue of Life.